# BBC Cardiff Singer of the World competition
Le BBC Cardiff Singer of the World competition est un concours de chant d'opéra organisé tous les deux ans au St David's Hall de Cardiff par la branche galloise de la BBC depuis 1983.
Il décerne trois prix pour les trois concours suivants: Singer of the World, Singer Prize et Song Prize.

## Vainqueurs

### ConcoursSinger of the World
- 1991 :  Lisa Gasteen
- 1993 :  Inger Dam-Jensen
- 1995 :  Katarina Karnéus
- 1997 :  Guang Yang
- 1999 :  Anja Harteros
- 2001 :  Marius Brenciu
- 2003 :  Tommi Hakala
- 2005 :  Nicole Cabell
- 2007 :  Shenyang
- 2009 :  Ekaterina Scherbachenko
- 2011 :  Valentina Naforniță
- 2013 :  Jamie Barton
- 2015 :  Nadine Koutcher [1]
- 2017 :  Catriona Morison
- 2019 :  Andrei Kymach
- 2021 :  Gihoon Kim[2]
- 2023 :  Adolfo Corrado[3],[4]

### ConcoursSong Prize
Prix introduit en 1989.
- 1989 :  Bryn Terfel
- 1991 :  Neal Davies
- 1993 :  Paul Whelan
- 1995 :  Kirsi Tiihonen
- 1997 :  Christopher Maltman
- 1999 :  Dae-San No
- 2001 :  Marius Brenciu
- 2003 :  Ailish Tynan
- 2005 :  Andrew Kennedy
- 2007 :  Elizabeth Watts
- 2009 :  Jan Martinik
- 2011 :  Andrei Bondarenko
- 2013 :  Jamie Barton
- 2015 :  Jongmin Park
- 2017 :  Ariunbaatar Ganbaatar et  Catriona Morison
- 2019 :  Mingjie Lei
- 2021 :  Masabane Cecilia Rangwanasha
- 2023 :  Sungho Kim[3],[4]

### ConcoursAudience Prize
Prix introduit en 2003.
- 2003 :  Angela Marambio
- 2005 :  Ha-Joung Lee
- 2007 :  Jacques Imbrailo
- 2009 :  Giordano Lucà
- 2011 :  Valentina Naforniţă
- 2013 :  Ben Johnson
- 2015 :  Amartuvshin Enkhbat[1]
- 2017 :  Louise Alder
- 2019 :  Katie Bray
- 2021 :  Claire Barnett-Jones[2]
- 2023 :  Julieth Lozano Rolong[3],[4]

## Membres de jury
- Pamela Cook[Quand ?]